# Тріс-Гефірес
Тріс-Гефірес (грец. Τρεις Γέφυρες, дос. «Три Мости») — район на півночі Афін, розташований на північ від перехрестя вулиці Ліосія із проспектом Кіфіссіас. Межує із афінськими районами Като Патісія, Сеполія та муніципалітетом Аї-Анаргірі.
район отримав свою назву за трьома мостами, які перетинаються його територію над проспектом Кіфіссіас